# Chlum, Rokycany
Chlum là một làng thuộc huyện Rokycany, vùng Plzeňský, Cộng hòa Séc.